# 전태성
전태성(본명: 전태치, 1975년 12월 24일~)은 UN의 최정원과 함께 아이돌그룹 브론즈 출신인 대한민국의 배우다.

## 방송
- 명동백작(2004) - 신상현(신상사)역
- 신돈(2005)-지효스님 역(강문영동생)
- 지금도 마로니에는(2004) -박재일 역

## 음반
- The First Days Of Bronz (1999)